# أمين المناوي
أمين المناوي عداء ألعاب قوى مغربي، ولد يوم 20 نونبر 1991 بقلعة السراغنة، و هو متخصص في سباقات المسافات المتوسطة 800 متر و1500 متر.

## إنجازاته
| المنافسة            | السنة | المسابقة | التوقيت | الرتبة                   |
| ------------------- | ----- | -------- | ------- | ------------------------ |
| بطولة العالم للشباب | 2008  | 800 متر  | 1:51.43 | 7                        |
| بطولة العالم للشباب | 2008  | 800 متر  | 1:48.83 | نصف النهائي              |
| ألعاب أولمبية صيفية | 2012  | 800 متر  | 1:48.48 | 6 أقصي في الدور التمهيدي |

## أرقام شخصية
| المسابقة | الرقم   | المكان         | السنة |
| -------- | ------- | -------------- | ----- |
| 800 متر  | 1:45.00 | الرباط         | 2012  |
| 1500 متر | 3:44.15 | لا روش سور يون | 2008  |

## وصلات خارجية
- أمين المناوي على موقع الاتحاد الدولي لألعاب القوى (الإنجليزية)
- أمين المناوي على موقع الدوري الماسي (الإنجليزية)
- أمين المناوي على موقع أوليمبيديا (الإنجليزية)